# Khanat Chiwa

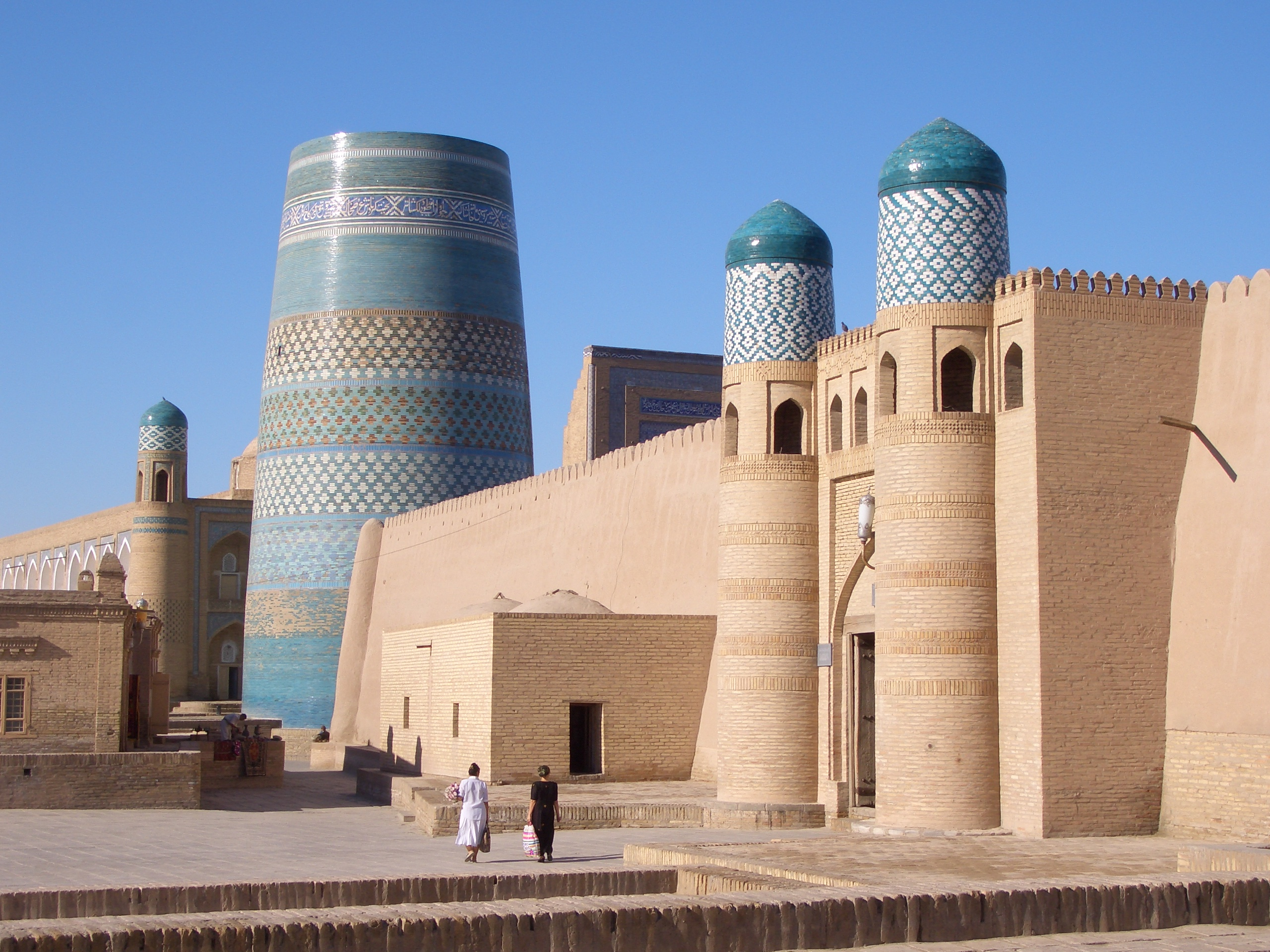
Altstadt von Chiwa: Tor der Zitadelle Konya Ark und das unvollendete Minarett Kalta Minor

Flagge von Chiwa 1917–1920

Das Khanat Chiwa oder Chanat Chiwa (von persisch خانات chānāt) war ein unabhängiges Khanat (Fürstentum) in Choresm, im westlichen Zentralasien. Es wurde 1512 gegründet, wurde ab dem 17. Jahrhundert Khanat Chiwa genannt, stand ab 1873 unter dem Protektorat Russlands und bestand bis 1920.
Die Hauptstadt war zunächst Alt-Urgentsch. Nach einer Laufänderung des Amudarja wurde sie zwischen 1592 und 1620 nach Chiwa verlegt.

## Geschichte

### Gründung
Das Khanat entstand, als die Usbeken unter der Schaibaniden-Dynastie um 1500 Transoxanien eroberten und die Ländereien anschließend aufteilten.
Ilbars (regierend 1512–1518) gründete 1512 in Choresm (mit den Städten Alt-Urgentsch und Chiwa) eine unabhängige Herrschaft, nachdem die Bevölkerung eine Armee der persischen Safawiden aus dem Land vertrieben hatte. Ilbars war zwar ein Scheibanide, aber er und seine Nachfolger standen in keinem guten Verhältnis zum verwandten Usbeken-Khanat, auch deshalb, weil sie aus einem entfernteren Zweig der Familie stammten, den Arabschahiden (Arabšāhiden).
1592 – nach anderen Angaben am Anfang des 17. Jahrhunderts – wurde die Hauptstadt des Reiches nach Chiwa verlegt, das seit dem 6. Jahrhundert bestand. Die alte Hauptstadt, Alt-Urgentsch, musste aufgegeben werden, da der Amudarja seinen Lauf geändert hatte. Nun setzte sich – zuerst in Russland – der Name Khanat Chiwa für diesen Staat durch.

### Innenpolitische Situation
Ein Großteil der Usbeken konzentrierte sich im Norden Choresms, im Raum des Aralsees, wo sie ihre Stammesidentität aufrechterhielten. In den Städten und Landgebieten im Süden Choresms lebten überwiegend Sarten, d. h. die sesshaften Nachkommen der altiranischen Bevölkerung. Die Usbeken wanderten aber auch dort ein und vermischten sich frei mit ihnen. Die usbekische Aristokratie hatte einen etwas höheren sozialen Status, aber die Khane bemühten sich, sie mit Aufsteigern aus anderen Gruppen auszubalancieren. Die Siedlungsgebiete der Turkmenen schlossen sich an den Rändern der Oasen im Süden und Westen des Landes an. Sie waren ebenfalls in Stammesgruppen organisiert. Ferner gab es noch kleine separate Gruppen, besonders die Karakalpaken am Aralsee.
Insgesamt war das Khanat von Chiwa das „türkischste“ der mittelasiatischen Usbekenkhanate, mit dem „Tschagataisch“ als Sprache der Literatur und Verwaltung, während das „Persische“ nur von den Gebildeten und ggf. Teilen der Sarten als Zweitsprache benutzt wurde.

### Vom 16. bis zum 18. Jahrhundert
Das Khanat in Choresmien war politisch, ökonomisch, kulturell und militärisch weniger bedeutend als das seiner Verwandten in Buchara und Samarkand. Zu dem traditionellen Spannungsverhältnis zwischen Nomaden und Bauern – bevorzugt Usbeken gegen Tadschiken – traten hier auch die Turkmenen als ein bedeutender Unruhefaktor hinzu. Die Dynastie litt unter den Rivalitäten dieser Bevölkerungsgruppen ebenso wie unter den Familien- bzw. Thronstreitigkeiten, konnte sich aber dennoch gegen die Ansprüche der Nachbarn halten.
Der Hauptrivale war zweifellos der Khan in Buchara. So scheiterte um 1538 ein Eroberungsversuch Ubaidullah Khans (reg. 1533–1539) von Buchara, der blutige Familienstreitigkeiten zu einem Eingriff ausnutzte und den Khan Avanish (Avanek) tötete, aber von einem der Prinzen wieder hinausgeworfen wurde. Als der mächtige Usbekenkhan Abdullah II. (reg. 1556/83–1598) gleichfalls Choresm zurückerobern wollte, setzte sich Hajji Muhammad (reg. 1558–1602) ca. 1594/96 mit ihm auseinander und verbündete sich zu dem Zweck erfolgreich mit den Safawiden in Persien.
Sein Nachfolger Arab Muhammad (reg. 1603–1621) wies einen ersten russischen Vorstoß auf Urgentsch zurück. Zwar hatten die Kosaken vom Yaik ca. 1603 einen erfolgreichen Plünderungszug gegen Urgentsch gewagt, aber der Khan schnitt ihnen den Rückweg ab und massakrierte sie. Arab Muhammad erlitt jedoch ca. 1613 eine Niederlage gegen die Kalmücken und wurde bei einer Revolte seiner Söhne abgesetzt. Zudem musste um 1620 die Hauptstadt von Alt-Urgentsch ins besser gesicherte Chiwa verlagert werden.
Die Regierung in Chiwa war islamisch ähnlich orthodox wie die Bucharas. Immerhin betätigte sich der Khan Abu’l Ghazi Bahadur (reg. 1643–1663) als Dichter und mit dem „Schadschareh-ye Turk“ auch als Geschichtsschreiber. Abu’l Ghazi schlug 1648 und 1652/53 zwei Angriffe der Kalmücken erfolgreich zurück und zog 1661 gegen den Usbekenkhan Abd al-Aziz (reg. 1645–1678) bis vor Buchara. Er war der bekannteste Fürst dieser Dynastie, auch wenn sein Sohn Anuscha (reg. 1663–1687) ähnlich energisch und gebildet war. Beide gingen zudem gegen die Turkmenen vor, welche oftmals Karawanen überfielen und Sklavenhandel betrieben. Der Sturz Anuschas durch seinen Sohn und unzufriedene Emire beendete die Abfolge der relativ stabilen Regierungen.
Mit dem beginnenden 18. Jahrhundert schwand auch in Chiwa die Macht der Khane und ihre Affären gerieten durcheinander. Die Herrschaft der Scheibaniden-Dynastie endete zu einem unbekannten Zeitpunkt zwischen 1687 und 1714. Danach waren die Khane Chiwas gewöhnlich machtlose Dschingisidenprinzen, die von den Kasachen, Karakalpaken oder aus Buchara importiert wurden oder deren Herkunft schlicht unbekannt ist. Die Usbeken im Norden, d. h. am Aralsee erkannten die Autorität der Khane Chiwas häufig nur noch nominell an und gingen stattdessen Allianzen mit umherstreifenden Gruppen der Kasachen ein. Im Süden wanderten neue Turkmenengruppen ein, die aus Chorasan und von den Ufern des Kaspischen Meeres kamen und sich mit diversen Fraktionen der Usbeken in feudalen Streitigkeiten verbündeten.
Shir Ghazi (reg. 1715–1728) war der letzte effektive Khan Chiwas, aber seine Regierung war recht unruhig und mit der Ermordung dieses Patrons der Gelehrsamkeit und Literatur brachen Stammesrivalitäten aus. Schon 1717 schickte der Zar Peter I. ein Armeekorps unter dem Fürsten Bekowitsch-Tscherkasski gegen Chiwa, aber das wurde in der Wüste aufgerieben und vor Chiwa hintergangen, was der Khan Jahre später mit den feindlichen Absichten Bekowitschs entschuldigte. Shir Ghazi plünderte zudem 1716 und 1719 Mashhad in Chorassan.
Das folgende Jahrzehnt liegt im Dunkeln. Ilbars II. (reg. 1728–1740) versuchte, im Rahmen der Feldzüge des persischen Eroberers Nadir Schah seine Chance zu nutzen und Buchara zu besetzen, als der dortige Khan Abu’l Faiz abwesend war. Er geriet aber nur selbst in den Fokus Nadir Schahs, wurde in zwei Schlachten geschlagen, in Khanka (Khanqah) belagert und nach seiner Kapitulation hingerichtet. Anschließend eroberte der Schah Chiwa und setzte einen neuen Khan ein, so dass das Land vorübergehend unter seine nominelle Oberhoheit kam.
Die folgenden Jahre rivalisierten die Führer der Mangit- und Qungrat-Klans um die Macht in Choresm, den letztere in den 1750ern gewannen, als Ghaib Khan (Kaip Khan) die Führer der Mangit hinrichten ließ, aber selbst ca. 1758 vor einer Revolte wegen zu hoher Steuern aus dem Land fliehen musste. Der Herrscher Bucharas setzte daraufhin Timur Ghazi Sultan als Khan ein, aber dieser wurde 1764 getötet und seitdem waren die Khane nur noch die Marionetten der Qungrat-Emire. So plünderten die Yomut-Turkmenen 1767–70 das offene Land und selbst Chiwa und mussten durch Muhammed Amin Inak, den Führer der Qungrat besiegt werden.
Überwiegend wurde das 18. Jahrhundert von ständigen Konflikten zwischen Nomaden und Sesshaften dominiert, und weder die Geistlichkeit noch die Zivilgesellschaft kamen zu größeren Einfluss. Frühere Bewässerungskanäle verfielen, Ackerland wich der Steppe und Chiwas Regierung verlor selbst im Amudarja-Delta ihren Einfluss.

### Das 19. Jahrhundert, Dynastiewechsel
Im Jahr 1804 übernahm der Qungrat-Klan unter Iltuzar das Khanat, nachdem dieser bereits im späten 18. Jahrhundert die Minister und Armeebefehlshaber gestellt und so die Geschicke des Landes dominiert hatte. Die neue Dynastie führte ihre Herkunft auf den Stamm in der mongolischen Hochebene zurück, der durch vielfältige Heiratsverbindungen mit den Dschingisiden verbunden gewesen war und legitimierte sich auf diese Weise. Sie regierte bis zu ihrem Sturz 1920.
Iltuzar wurde 1806 von der Armee Bucharas an den Ufern des Amudarja besiegt und ertrank auf der Flucht.
Sein jüngerer Bruder und Nachfolger Muhammad Rahim I. war erfolgreicher, unterdrückte diverse Rebellionen und brachte 1811 das Gebiet am Aralsee wieder unter Kontrolle. Zudem drängte er die Bucharer weit zurück und eroberte 1822 sogar Merw, das dann bis 1843 zum Khanat gehörte. Fast jährlich fiel seine Armee entweder bei den Turkmenen und Persern oder in Buchara ein, plünderte das offene Land und siedelte die Bevölkerung mehr oder minder zwangsweise nach Choresm um. Besonders die kriegerischen Turkmenen wurden dabei massenhaft in die Armee integriert und mit Land zur Bewirtschaftung und mit Steuerfreiheiten belohnt.
Die 1840er sahen den Bau von Bewässerungskanälen zur Erschließung neuen Landes, besonders im westlichen Teil Choresms. Die so gewonnenen Gebiete wurden von den zwangsumgesiedelten Turkmenen und Tadschiken bewirtschaftet, aber in Folge von Rebellionen der Turkmenen knapp zwei Jahrzehnte später wieder aufgegeben. In Folge dieser noch bis 1867 andauernden Rebellionen wurde das Khanat erheblich geschwächt, so dass es alle Positionen im Süden verlor. Andererseits mischten sich die Khane aber noch bei den Kasachen u. a. in Mangischlak ein, was den Russen missfiel.

### Russisches Protektorat ab 1873

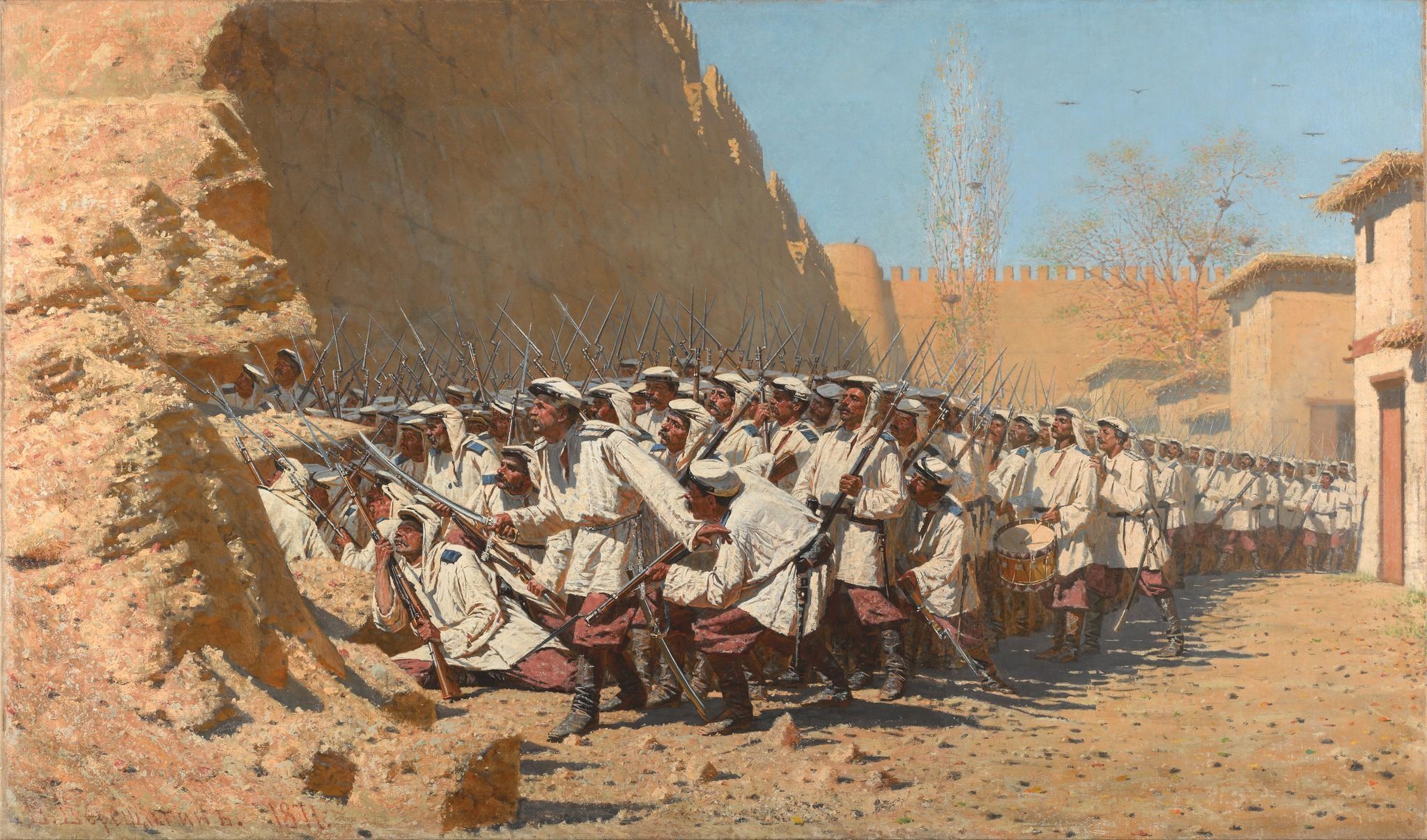
Die russische Eroberung Samarkands, Bild von Wassili Wassiljewitsch Wereschtschagin

Turkestan um das Jahr 1900

Am 12./24. August 1873 wurde Chiwa im Zuge der Russischen Eroberung Turkestans zum russischen Protektorat gemacht und dies damit begründet, dass sich Russland gegen die „Räubereien dieses Brigantennests“ schützen müsse.
Militärisch war das Khanat kein Gegner, das einzige Problem war die Durchquerung der Wüste durch Kaufmanns Truppen. Sie rückten in fünf Kolonnen von verschiedenen Seiten auf Chiwa vor, koordiniert über Petersburg, und nur eine kam nicht ans Ziel. Der Sturm auf die Stadt kostete die Russen elf Tote.
Im Vertrag mit dem Khan Said Muhammad Rahim II. (reg. 1863–1910) annektierte Russland den rechten Teil des Amudarja-Gebietes, öffnete Handel und Schifffahrt für sich, schaffte die Sklaverei ab und verlangte eine Kriegsentschädigung von 2,2 Millionen Rubel. Im Einklang mit der öffentlichen Meinung wurde das Khanat aber nicht völlig annektiert, sondern nur ein Protektorat.
Erst im Zuge von Oktoberrevolution und russischem Bürgerkrieg wurde das Khanat 1920 durch die Gründung der Volksrepublik Choresmien endgültig beseitigt.

## Liste der Khane

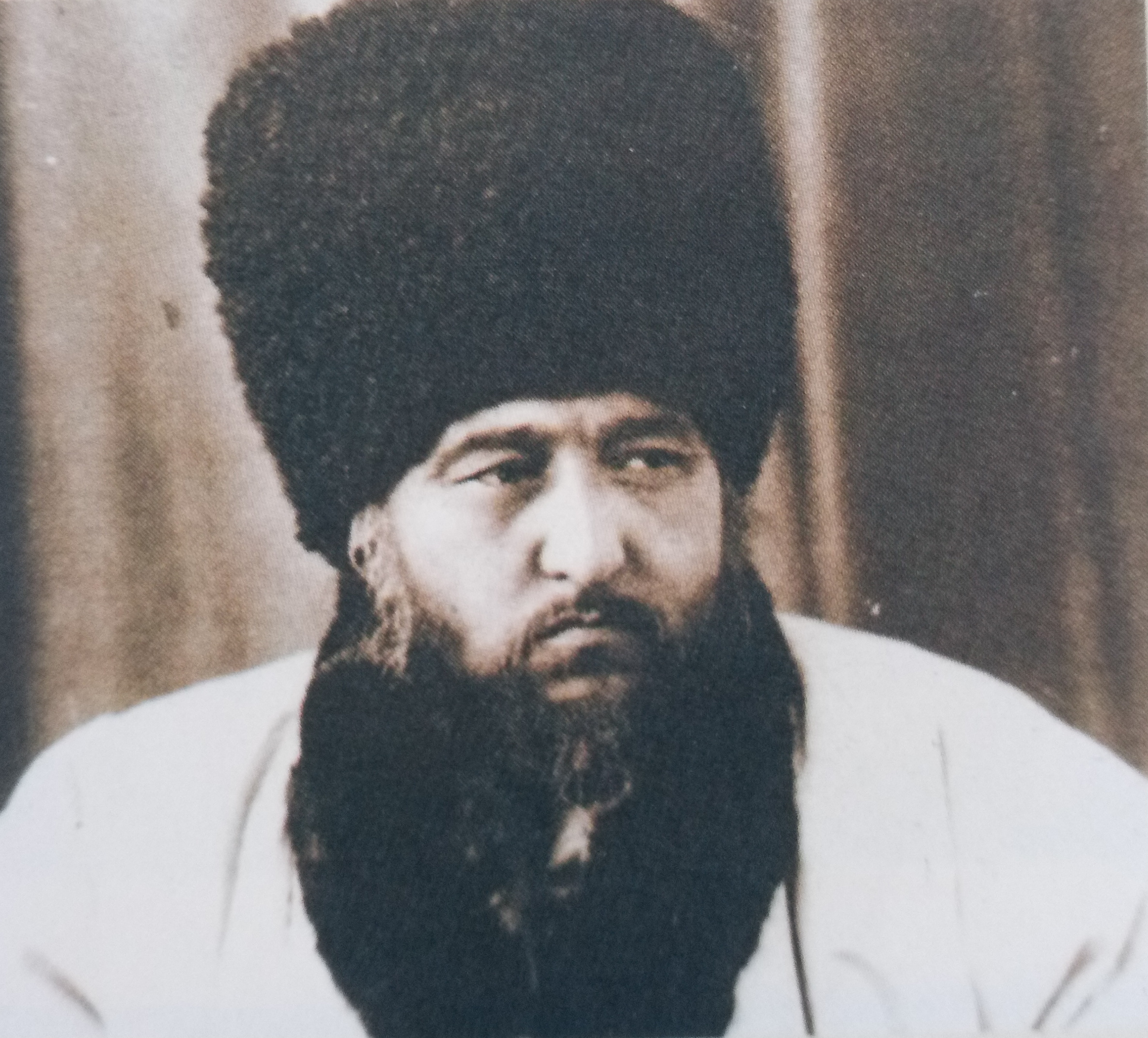
Khan Said Muhammad Rahim II.

Arabschahiden:
- Ilbars (reg. 1512–1518)
- Sultan Haji
- Hassan Kuli
- Sufyan
- Bujugha
- Avanish (Avanek) – 1538
- Qal (regierte ca. 1539–1546[10])
- Aqatay (regierte 1546[10] oder bis in die 1550er[11])
- Dust Muhammad (reg. ca. 1546–1558[10])
- Hajji Muhammad (reg. 1558–1602)
- Arab Muhammad (reg. 1603–1621)
- Izfendiar (reg. 1622–1643)
- Abu’l Ghazi Bahadur (reg. 1643–1663)
- Anush (reg. 1663–1687)
- Muhammad Erenke (reg. ca. 1687/1688[10])
- Ishaq Agha Shah Niyaz (reg. ca. 1688–1702[10])
- ... (unklare Herrschaftsfolge verschiedener Thronanwärter)

Khane verschiedener Herkunft:
- Shir Ghazi (reg. 1715–1728, buchar. Herkunft)
- Ilbars II. (reg. 1728–1740, kasach. Herkunft)
- Tahir (reg. 1740/1, pers. Vasall, regierte sechs Monate)
- Abul Muhammed (pers. Vasall)
- Abu al-Ghazi II. Muhammad (reg. ca. 1742–1745[10])
- Ghaib (Kaip Khan, ein Kasachenfürst, reg. ca. 1745–70[10])
- Timur Ghazi Sultan (-1764)
- ... (regelmäßig wechselnde Marionettenkhane des Qongirat-Klans bis 1804)

Qongirat (auch: Qungrat):
- Muhammed Amin (reg. ca. 1755–1790,  war aber formal nur der „Inak“ für den Khan)
- Evez Muhammad (reg. 1790–1804, war aber formal nur der „Inak“ für den Khan)
- Iltuzar (reg. 1804–1806, machte sich zum Khan)
- Muhammad Rahim I. (reg. 1806–1825)
- Alla Kuli (reg. 1825–1842)
- Muhammad Rahim Quli (1842–1845)
- Muhammad Amin (reg. 1845–1855)
- ...(drei machtlose Khane innerhalb eines Jahres, Rebellionen von Turkmenen)
- Sayyid Muhammad (reg. 1856–1864)
- Said Muhammad Rahim II. (1864–1910)

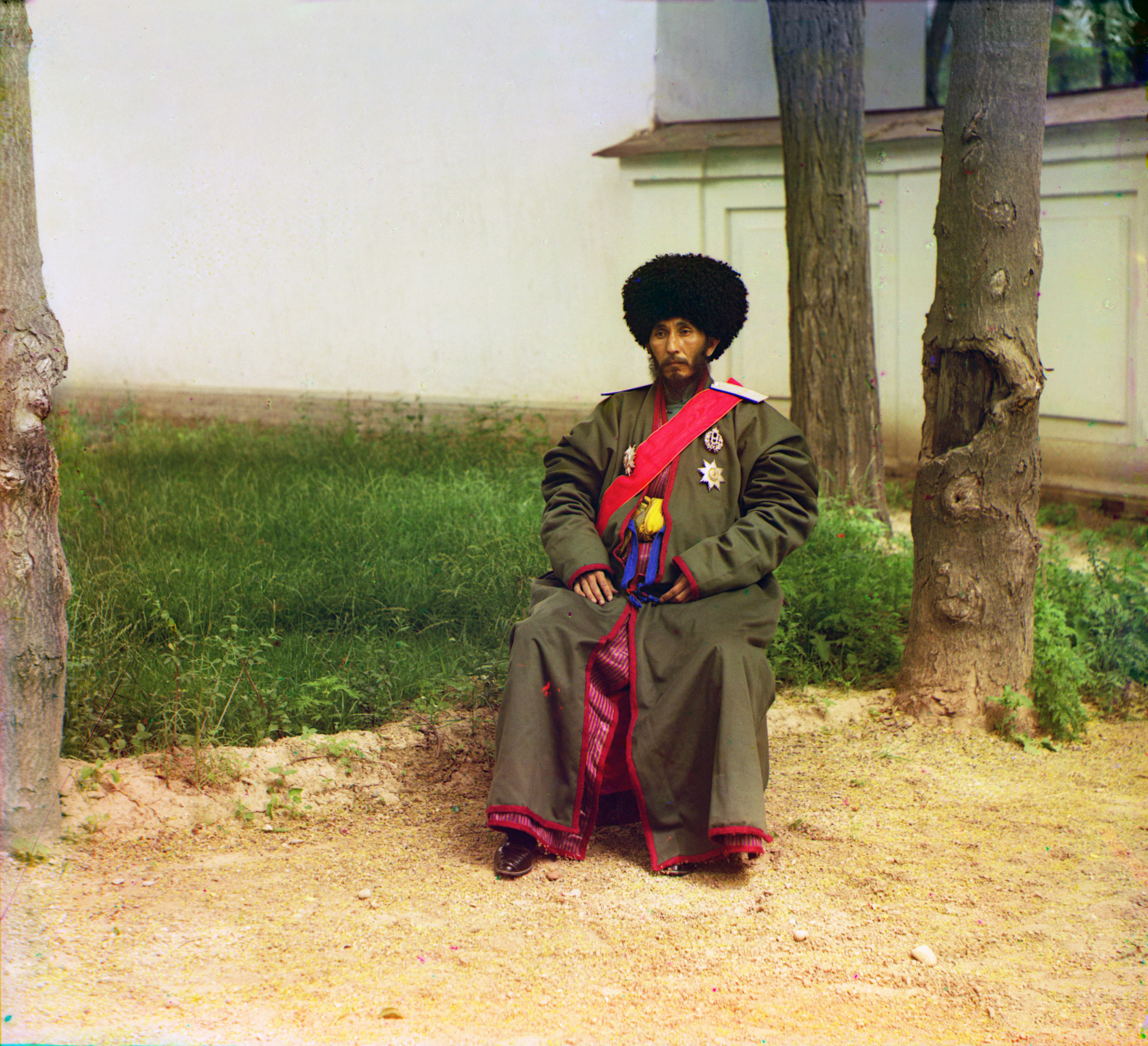
Esfendijar (Isfandjar Dschurdschi Bahadur). Foto des Farbfotografie-Pioniers Sergei Prokudin-Gorski.

- Esfendijar (1910–1920)